# Ludo De Brabander
Ludo De Brabander (Brugge, 17 februari) is een Belgisch vredesactivist, opiniemaker en woordvoerder van Vrede vzw.

## Biografie
De Brabander studeerde verpleegkunde en vervolgens pers- en communicatie aan de Rijksuniversiteit Gent.
In 1995 begon hij te werken bij Vrede vzw, een linkse vredesorganisatie met zetel in Gent en schreef er stukken voor hun gelijknamig kwartaalblad. In 1998 begon hij les te geven aan de Arteveldehogeschool waar hij instond voor de vakken Noordzuid-beleid en Duurzame Ontwikkeling. In 1999 publiceerde hij zijn eerste stuk in Uitpers, een nieuw tijdschrift voor internationale politiek en werd er redactielid. Hij bleef actief bij Vrede vzw en werd er woordvoerder. In 2003 voerde hij het woord bij de grote vredesbetogingen tegen de Irakoorlog. Hij was actief in de Palestijnse solidariteitsbeweging. In 2006 was hij samen met Jenny Walry van ATTAC onafhankelijke kandidaat voor Groen! bij de Gentse gemeenteraadsverkiezingen. Zijn deelname lag in het verlengde van zijn voortdurende strijd tegen wat hij omschrijft als kortzichtig winststreven, neoliberale globalisering en oorlog.
In 2009 publiceerde hij met Georges Spriet zijn eerste boek Als de NAVO de passie preekt waarin hij zich een uitgesproken tegenstander toont van de Noord-Atlantische Verdragsorganisatie. Sinds 2013 publiceert Knack zijn opiniestukken die ook verschijnen in MO*.
Hij reisde geregeld naar het Midden-Oosten, een regio waarover hij lezingen geeft en acties rond voert. In 2016 schetste zijn boek Oorlog zonder grenzen hoe de koloniale opdeling van het Midden-Oosten en Noord-Afrika, internationale energiehonger, steun aan autoritaire regimes, wapenleveringen en militaire interventies zorgen voor aanhoudende chaos en geweld in Afghanistan, Irak, Libië en Jemen wat zorgt voor miljoenen vluchtelingen naar de buurlanden en Europa. Westerse landen oogsten hun eigen onveiligheid doordat ze zelf instaan voor een voedingsbodem waarin internationale netwerken van de extremistische jihad goed gedijen.
In 2018 publiceerde hij Het Koerdisch Utopia na diverse reizen door Turkije, Irak en Syrië. Hierin bracht hij een kritische bespreking van het democratisch confederalisme in Noord-Syrië en een pleidooi om de Koerdische Arbeiderspartij te verwijderen van de terreurlijsten, omdat dit een politieke oplossing in de weg staat.